# وایت‌هاک (کالیفرنیا)
وایت‌هاک (به انگلیسی: Whitehawk) یک منطقهٔ مسکونی در ایالات متحده آمریکا است که در شهرستان پلوماس، کالیفرنیا واقع شده‌است. وایت‌هاک ۶٫۵۵۲ کیلومتر مربع مساحت و ۱۱۳ نفر جمعیت دارد و ۱٬۳۷۲ متر بالاتر از سطح دریا واقع شده‌است.